# Nagy őzlábgomba
A nagy őzlábgomba (Macrolepiota procera) a gombákhoz (Fungi), ezen belül a kalaposgombák (Agaricales) rendjébe, és a csiperkefélék (Agaricaceae) családjába tartozó faj. Ritkás erdők és erdőszélek lakója. Nagy termetű, feltűnő megjelenésű gomba. Kalapja a legízletesebb de szívós, rostos tönkjéből kiszárítva, gombapor készíthető. fogyasztható, mivel a tönk húsa kemény, rostos. A procera szó jelentése a faj latin nevében karcsú, magasra nőtt. Elkészíthető rántott gombaként, vagy akár pörköltként is.

## Jellemzés
Feltűnő, igen nagy, hosszú tönkű, esernyőszerű gomba. A kalap közepén csúcsos, barna, a többi részén, világos alapon barna, felszakadozó pikkelyektől tarka. Barnán tarkázott tönkje lefelé vastagodó, alul gumós, és rajta eltolható gyűrű van.
- Kalap: fiatalon tojásdad, később esernyőszerűen kiterülő, középen csúcsos púppal. 10–30 cm nagyra nő. Fiatalon összefüggően sötétbarna, barna bőre növekedés közben körben felrepedezik, ezért a kifejlett, szétnyílt gomba fehéres, világos szürkésbarnás alapon szabálytalanul rendezett, sötétebb barna, kiálló pikkelyekkel tarkított. Széle rojtos. A kalap bőre nem húzható le.
- Lemezek: a tönk körül gyűrűben összenőttek, és a tönktől udvar választja el őket. Szabadon és igen sűrűn állnak, a kalap széle felé szélesebbek, puhák. Színük fehér, az idős gombán lehet vörösesbarnán rozsdafoltos is. Spórapora fehér. Spórái fehérek, tojásdadok.
- Tönk: megnyúlt, magas, lefelé fokozatosan vastagabb, alul hagymaszerűen, gumósan kiszélesedő, 10–40 cm hosszú, 1-3,5 cm vastag, a gumó 3–6 cm nagy. A kalapból csuklószerűen kifordítható. Alapszíne barnás, de bőre növekedéskor szétrepedezik, és így világos sárgásszürkés alapon apró, sűrű, barna pikkelyektől övesen márványozott, tarka. Állománya keményen rostos, szálas, belül üres, csöves. Gyűrűje kettős szélű, szélein puha, barnás, korpás, középen merevebb, porcos, sima, pelyhes. Könnyen elmozdítható, a tönkön le és fel tologatható.
- Hús: puha, a tönkben szívós, rostos. Fehér, színtartó, az idősebb példányoké lehet kissé szürkés rózsaszínű. Szárítva szürkésfehér. Nehezen szeletelhető, kócszerű.
- Szag és íz: kellemes dió illatú és ízű, édeskés.
- A fiatal gomba: tönkje duzzadt, felfelé vékonyodó, alul széles talpon álló. A tönk csúcsán a kalap kicsiny, tojás alakú, ezért a fiatal gomba dob- vagy cimbalomverőre emlékeztet.
- Spórapora fehéres rózsaszín, spórája 12,5-17,5 × 9-11 µm, elliptikus, sima

## Termőhely és termelési idő
Lomb- és fenyőerdőben egyaránt megterem, különösen füves, ritkás, ligetes erdőben, akácosban, fiatalosban, irtásos, bokros helyeken, erdőszéleken, többnyire seregesen vagy boszorkánykörökben. Az erdők mélyén, sziklás vagy homokos talajon, sőt kertekben is előjön. Nyár elejétől késő őszig terem, különösen kora ősszel igen gyakori.

## Felhasználás
Levesnek, rántva, sütve vagy más gombás ételnek egyaránt jó. Fiatalon egyike a legjobb csemegegombáknak, eléggé állóképes és ritkán kukacos. Kirántva a gombakalapok halhúsra emlékeztető ízűek. Leszedve tovább fejlődik. Tönkje rostos, rágós, egyes helyeken szárítva, majd ledarálva fűszerként használják. Szárításra alkalmas, világosszürkés színűre szárad. 
Az idősebb gomba szárítva is rágós, a fiatal gomba nyersen is ehető, ugyanakkor az emberi szervezet csak hőkezelés után képes a gomba legtöbb tápanyagát hasznosítani.
Gyógygombaként is számontartják, bizonyítottan antioxidáns, gyulladásgátló, antibakteriális hatású, de vizsgálják gyógyszeripari felhasználását is bizonyos daganatos megbetegedések esetén.

## Hasonló fajok

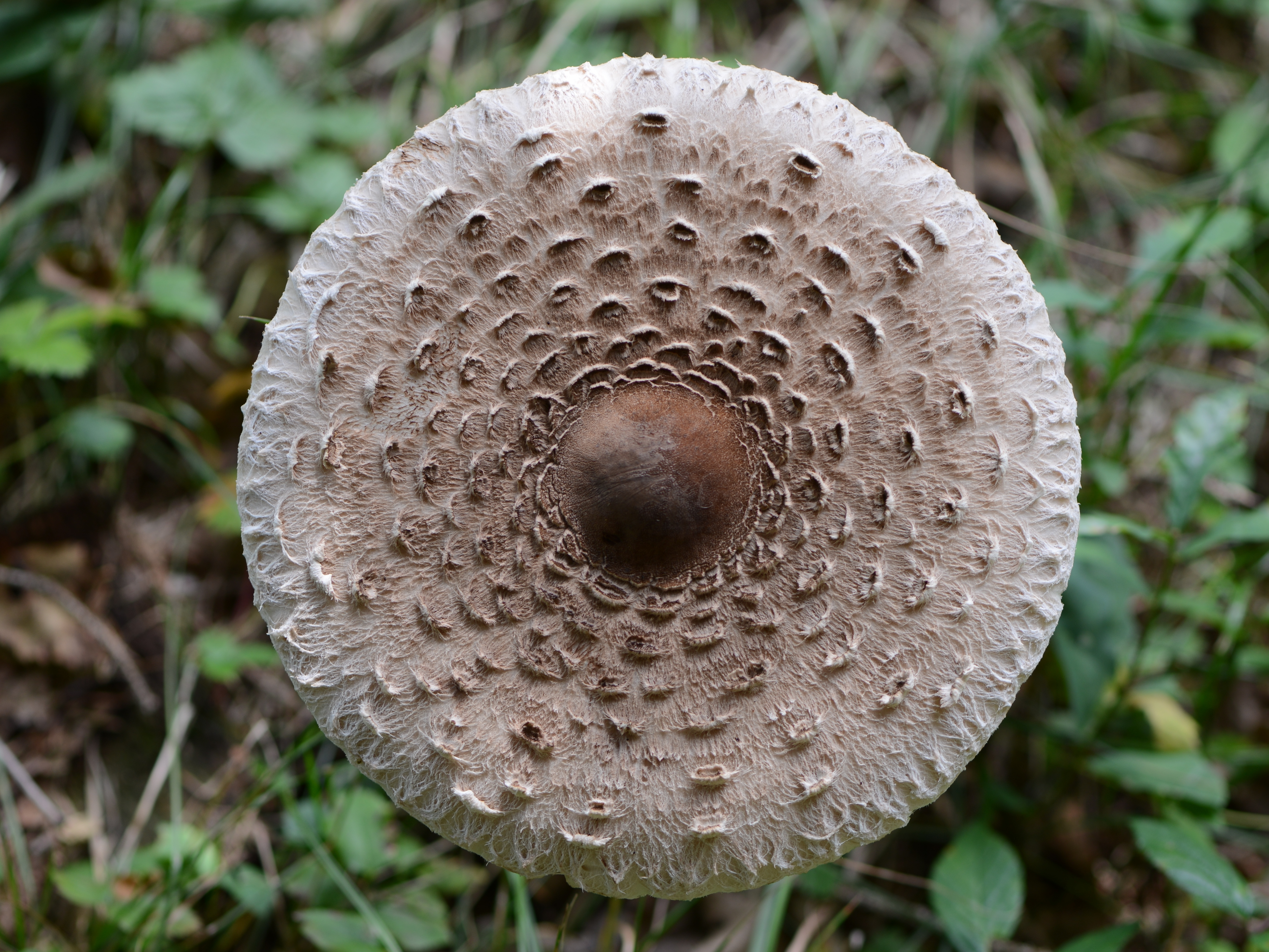
A nagy őzlábgomba esernyőszerűen kiterülő kalapja, középen csúcsos púppal

Kevés gomba hasonlít rá, főként a rokon fajokkal téveszthető össze. Ilyen például a csipkés őzlábgomba és a karcsú őzlábgomba, mindkettő jóval kisebb, ehetők. A karcsú őzlábgomba a méretkülönbségen kívül másban alig különbözik a nagy őzlábgombától. A csipkés őzlábgomba azonban halványbarnás - fehéres színű, kalapja alig pikkelyes, a széle pedig a szakadozott burokmaradványoktól csipkés, és ez a faj fű között, réten, legelőn terem.
A mérgező vörhenyes és rozsdás őzlábgombák, valamint ezek rokonai lényegesen kisebbek, és a feltűnő nagyságkülönbség miatt nem téveszthetők vele össze. A mérgező párducgalóca kalapja nem fehéres alapon barna pikkelyes, hanem barna alapon fehér pettyes, továbbá kisebb, és gallérja nem eltologatható gyűrű. Az ehető csiperkék lemezei megsötétednek. A piruló őzlábgomba alacsonyabb termetű, durvábban pikkelyes kalapú, és húsa megvörösödik.
A rézvörös őzlábgomba fogyaszthatóságáról eltérnek a vélemények. Egyes források szerint mérgező faj, fogyasztása nem javasolt. Csoportosan terem, húsa sérülésre megsárgul, gallérja nem elmozdítható.

## Képek

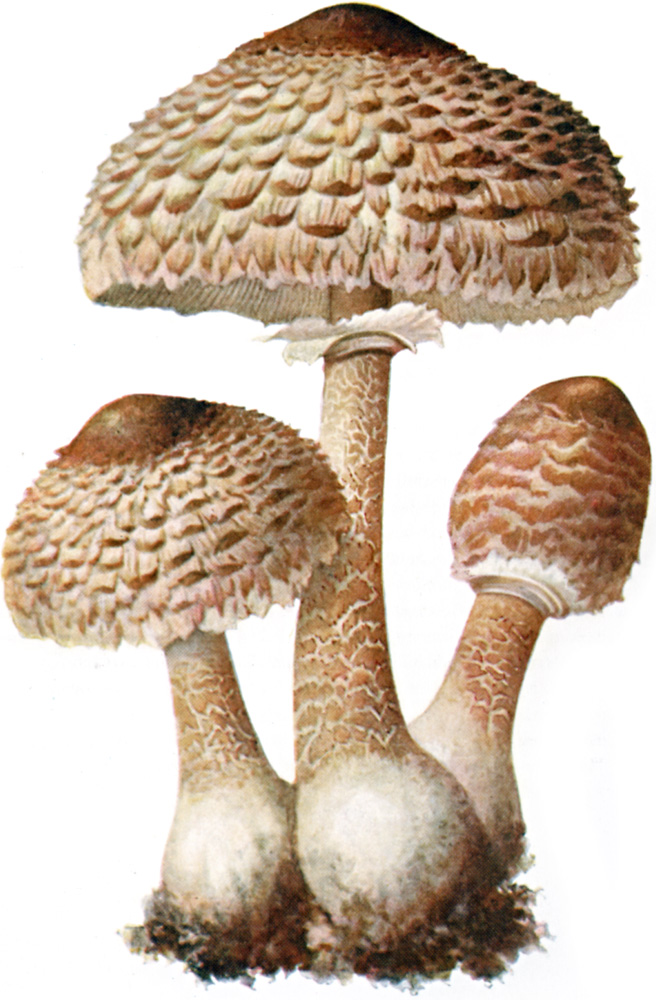
Nagy őzlábgomba (M. procera)
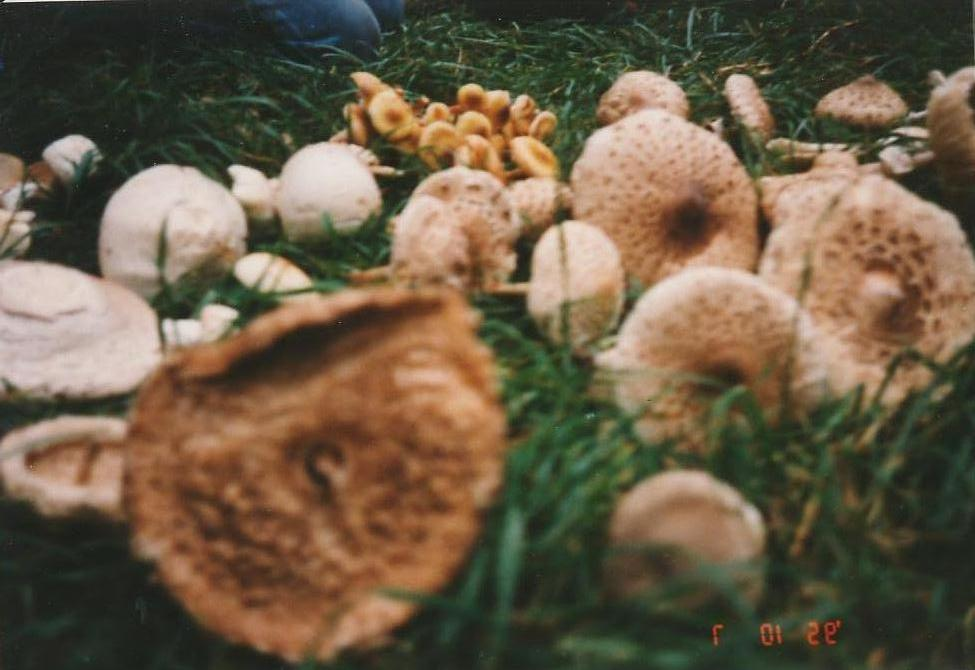
Nagy őzlábgombák
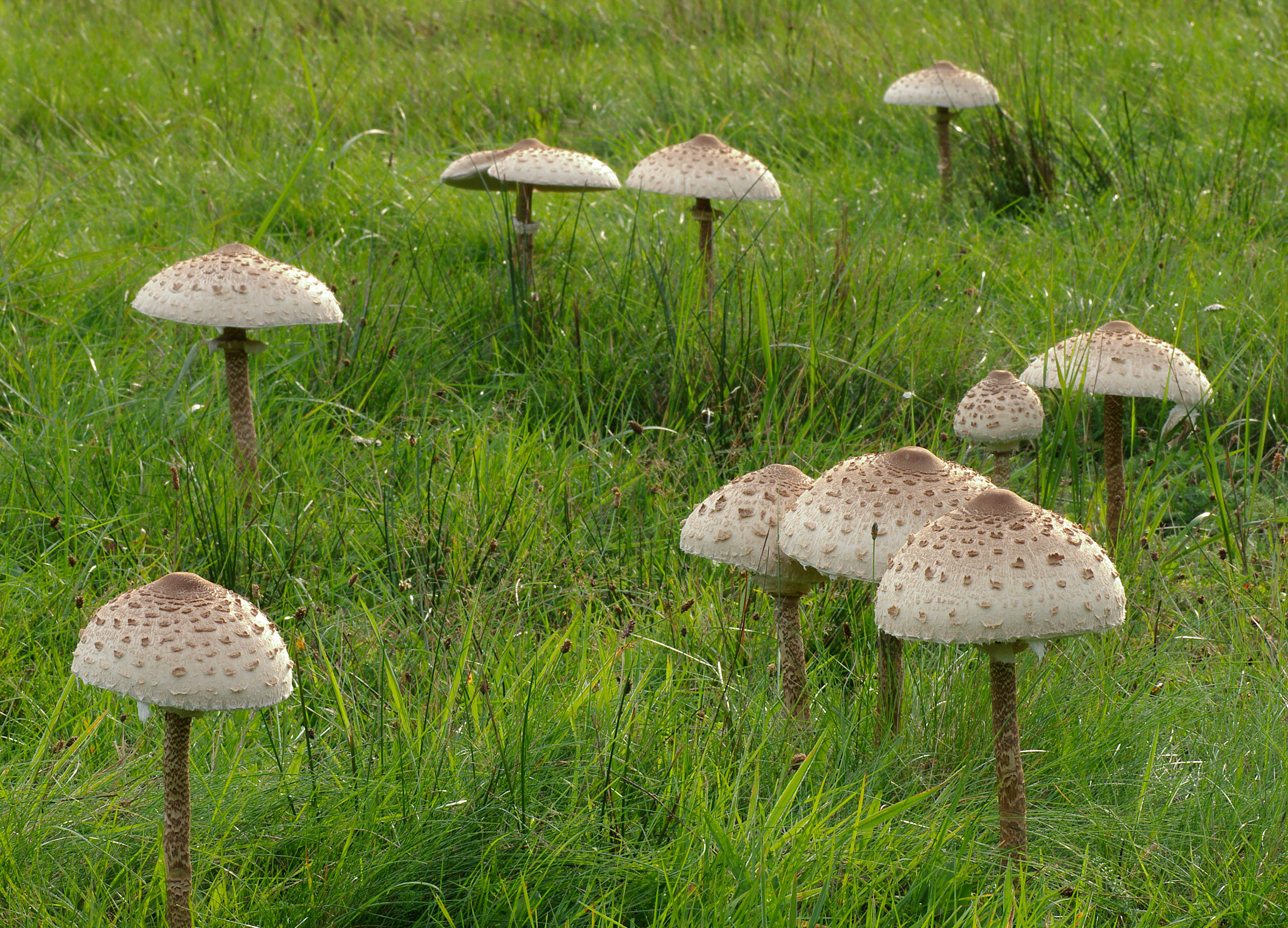
Őzlábgombák sereges előfordulása
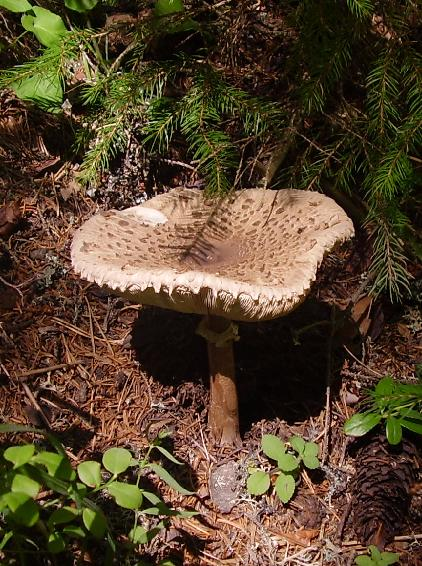
Nagy őzlábgomba
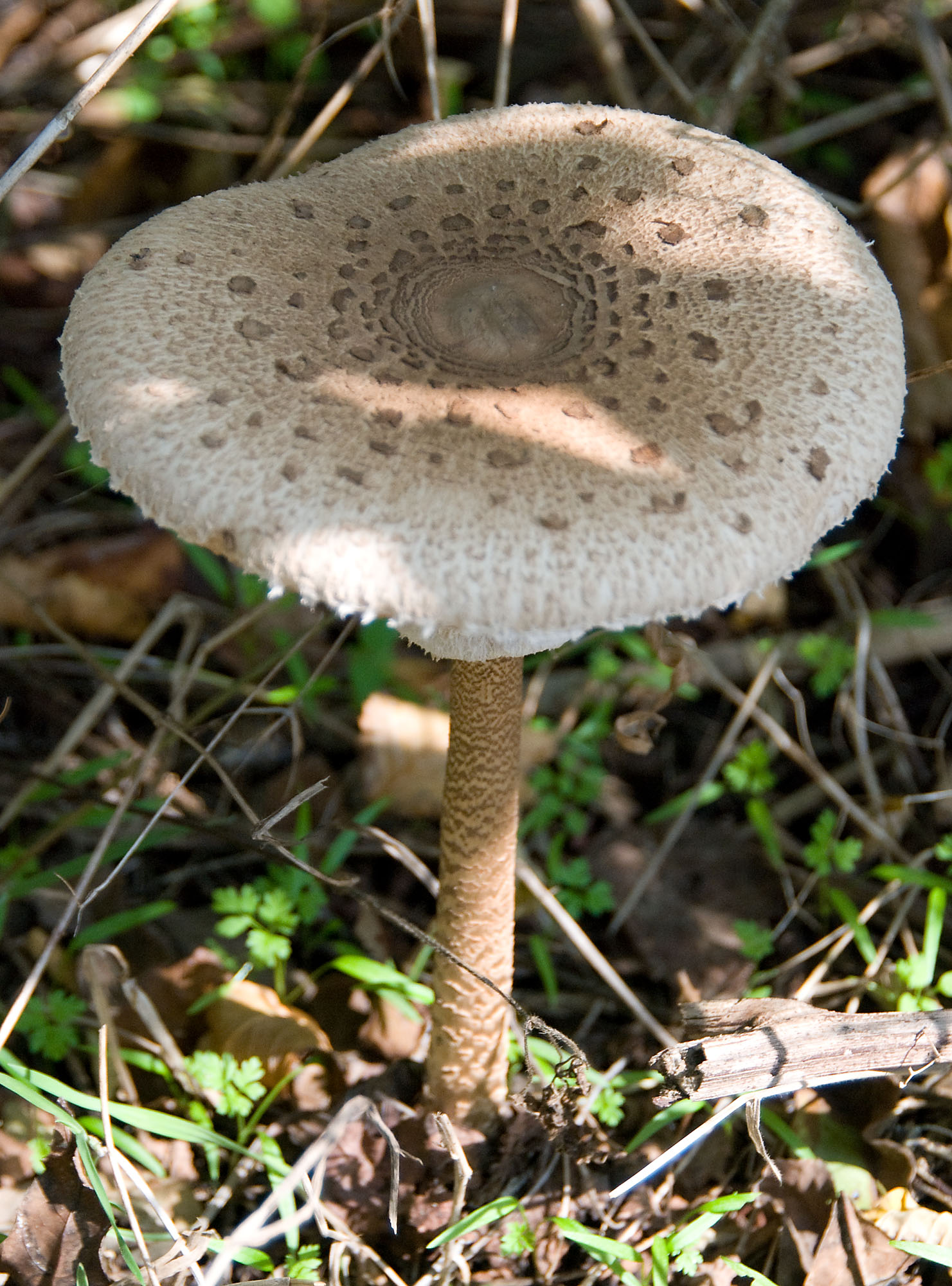
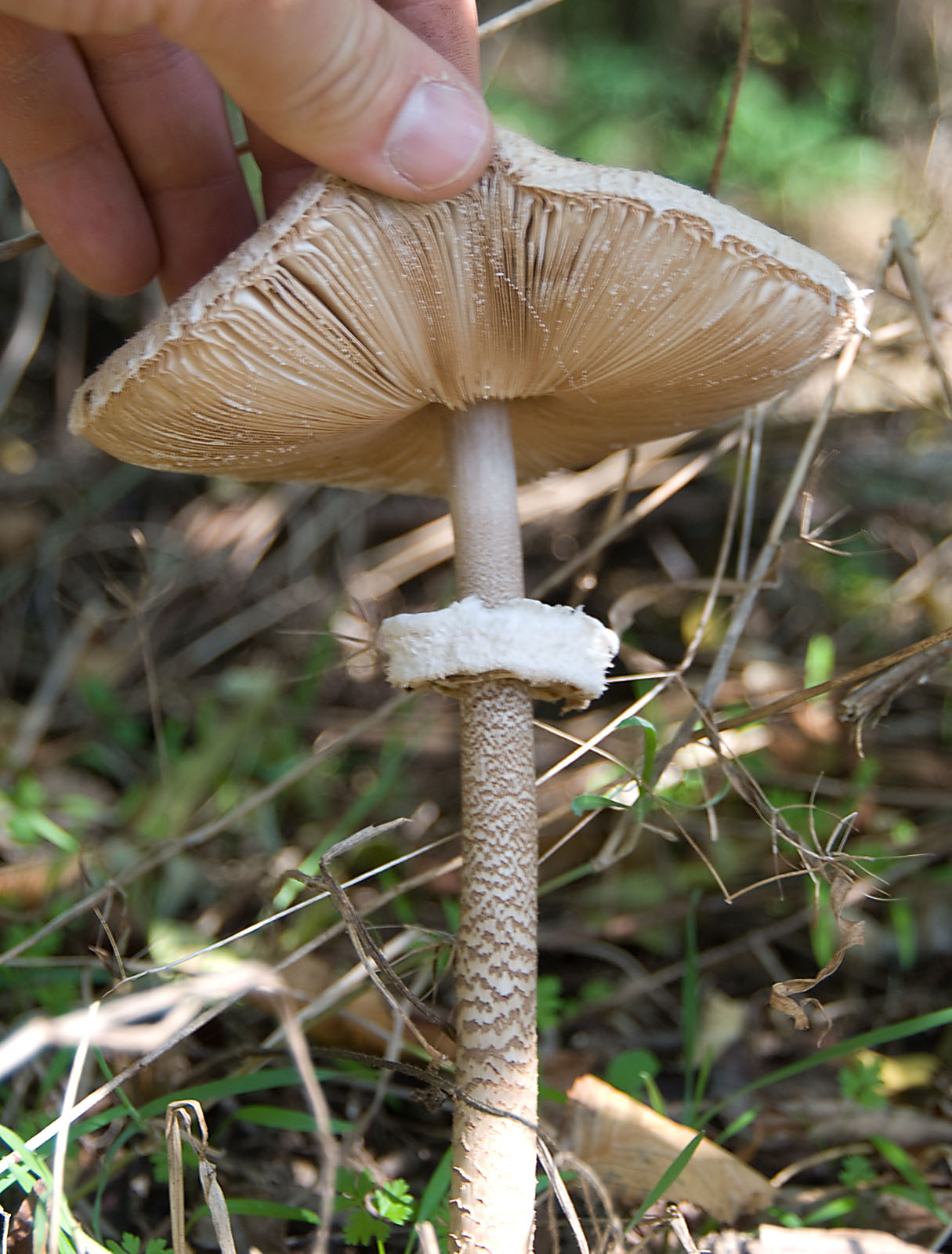
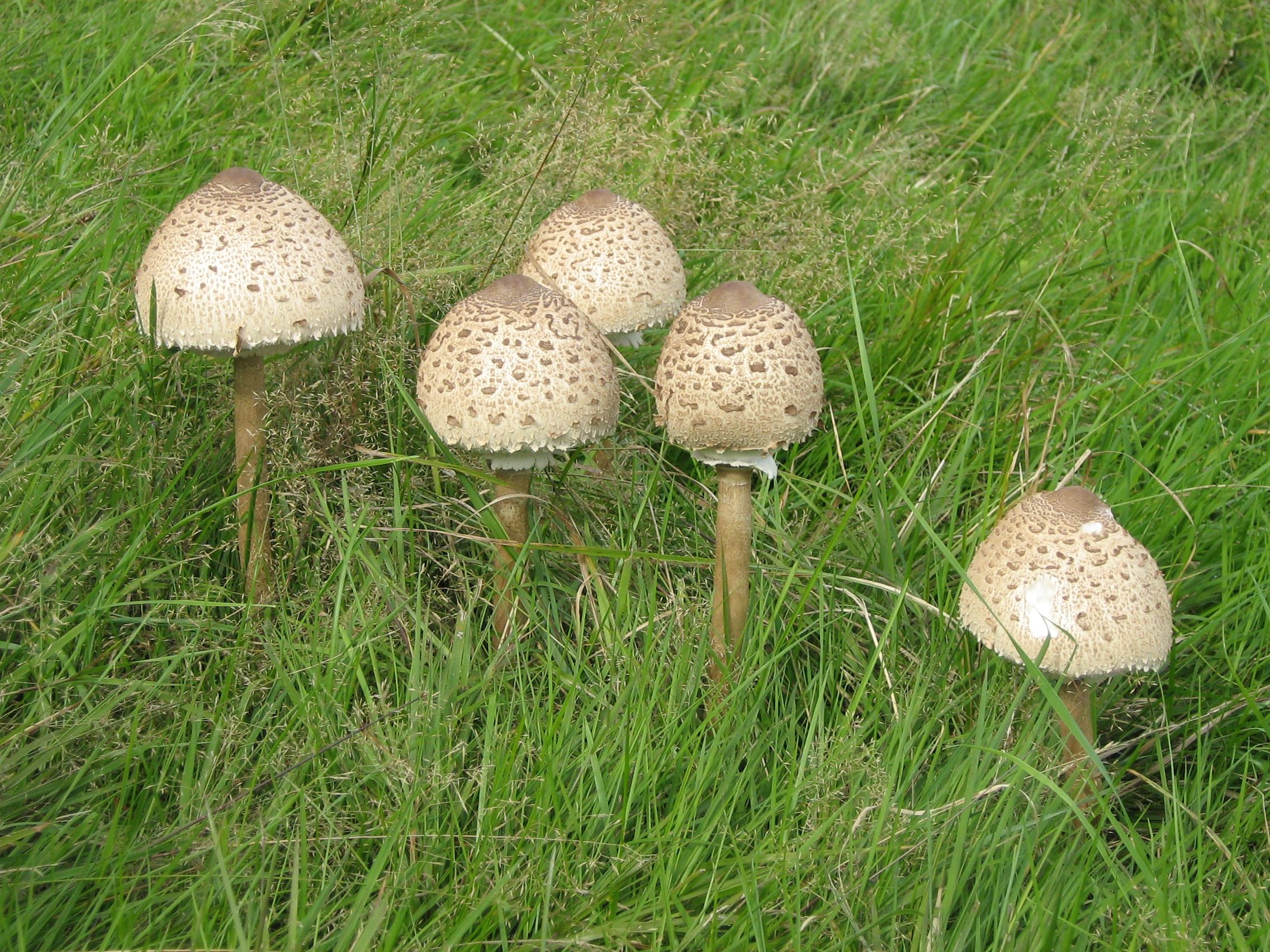
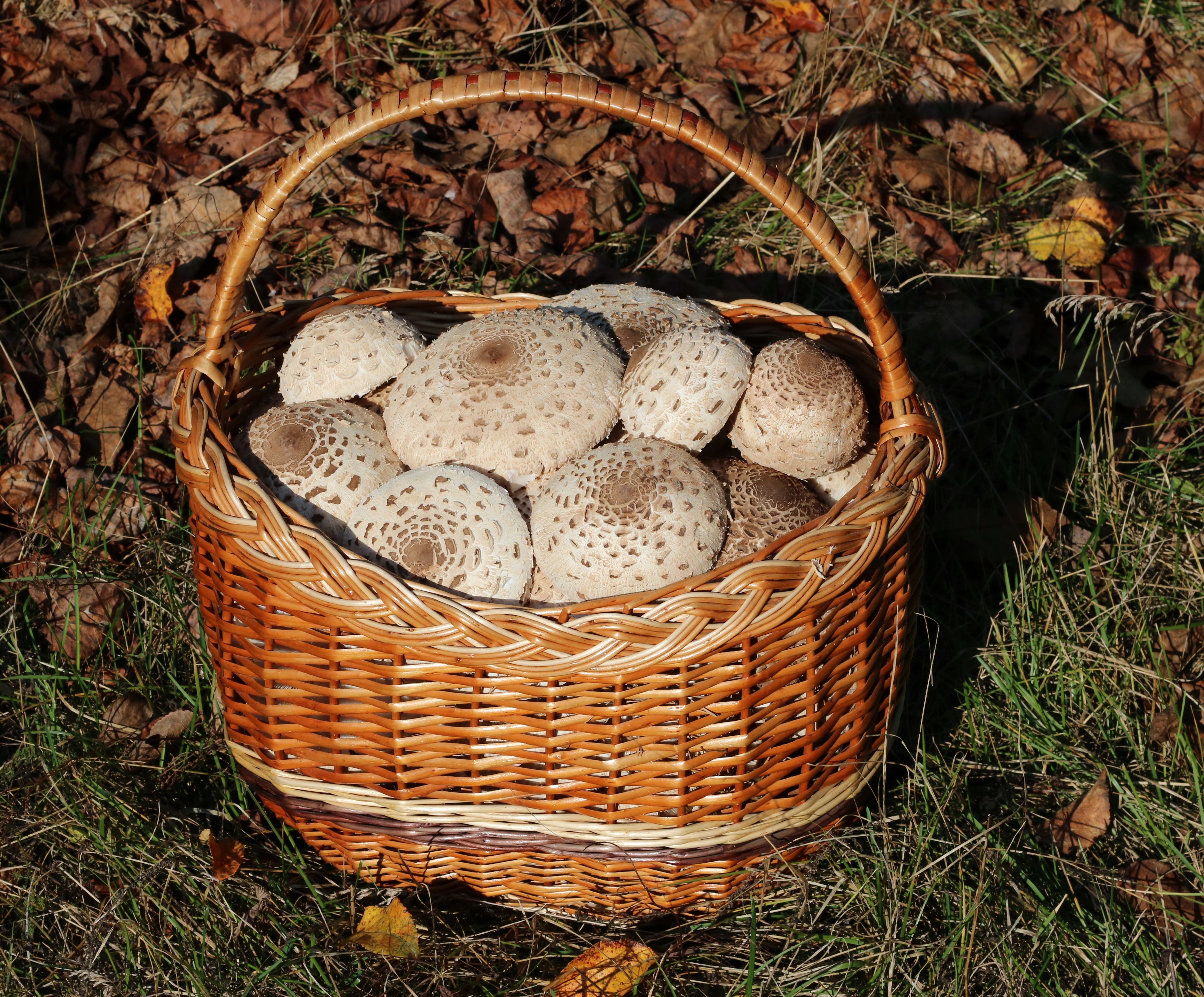
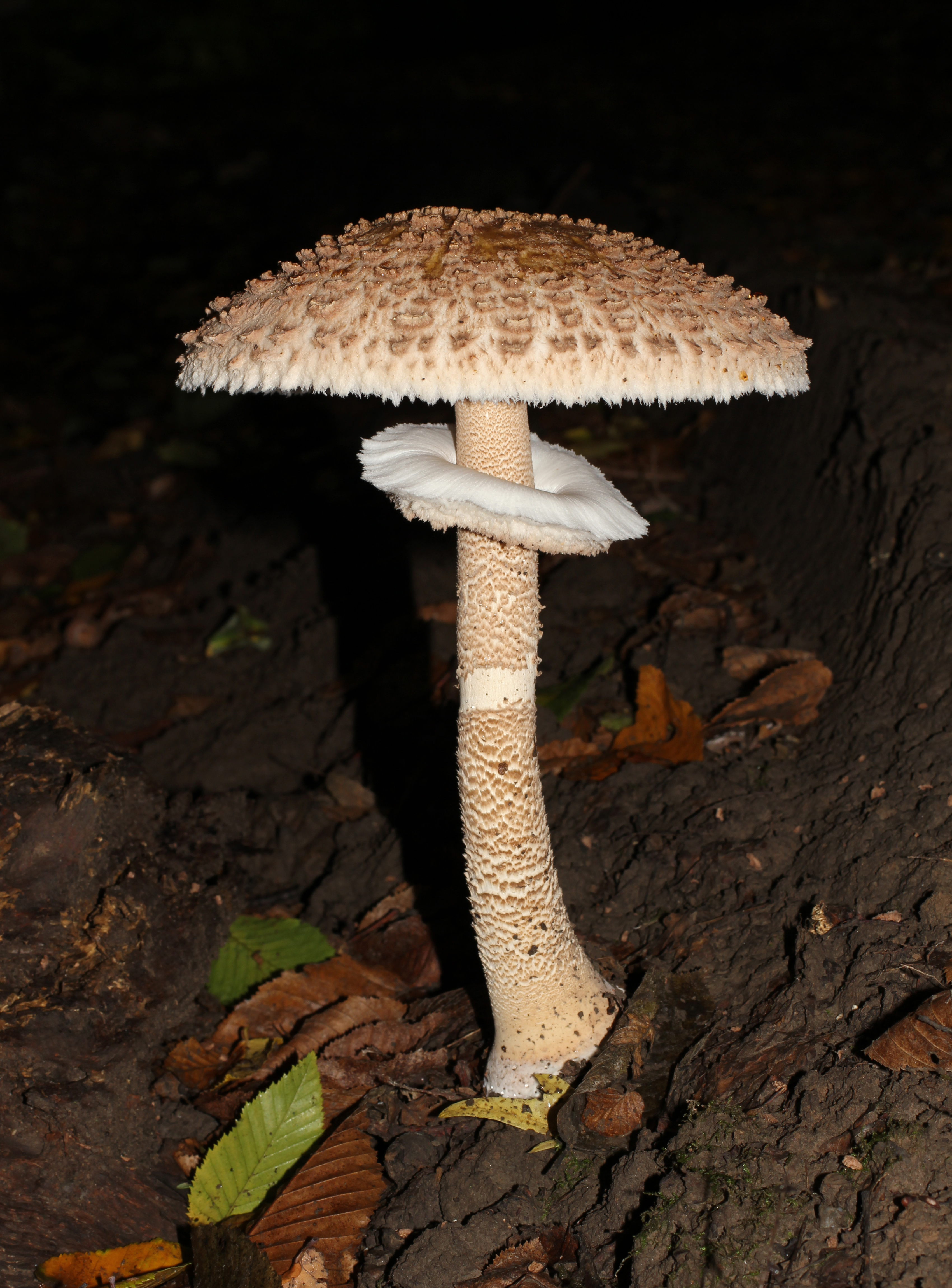
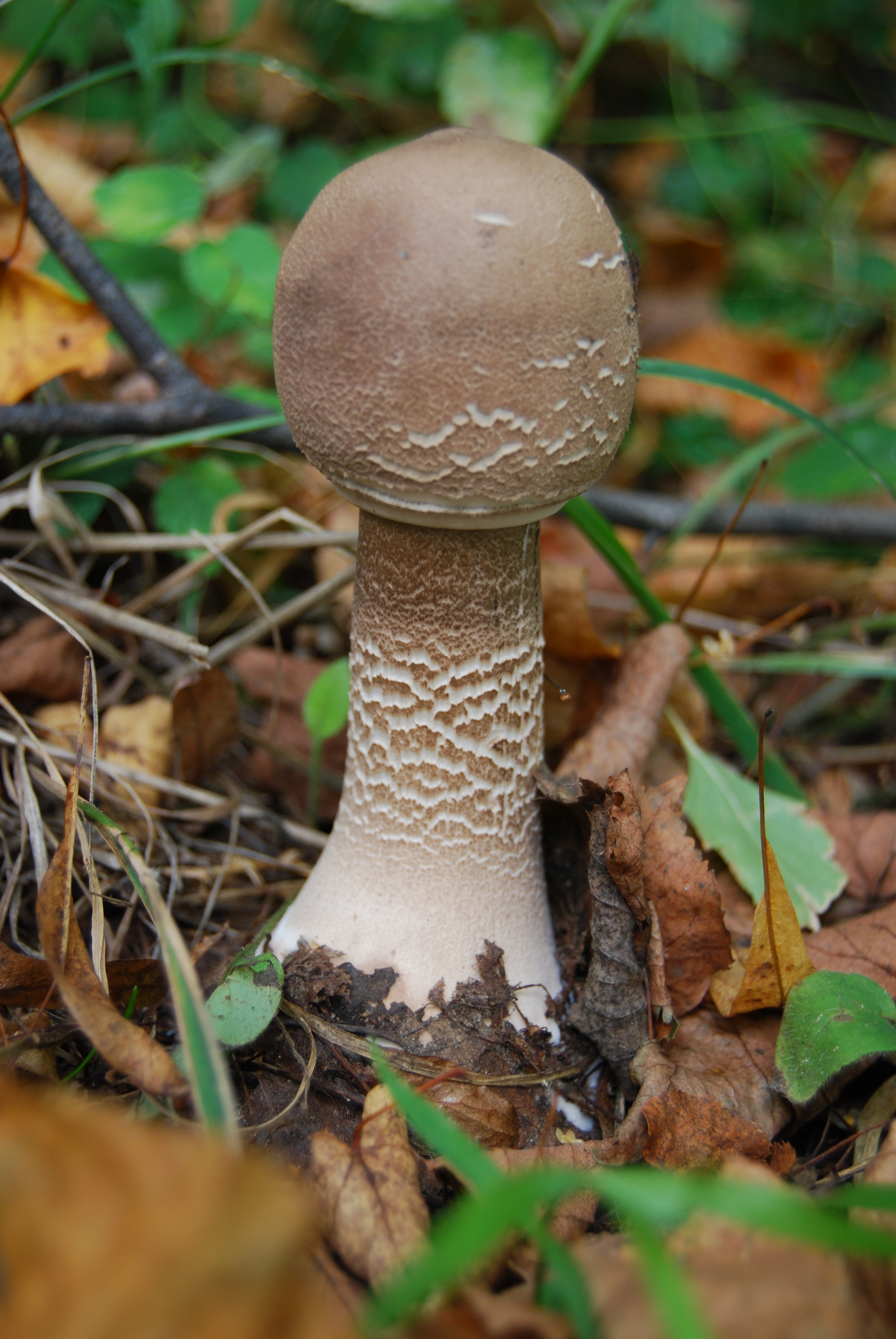
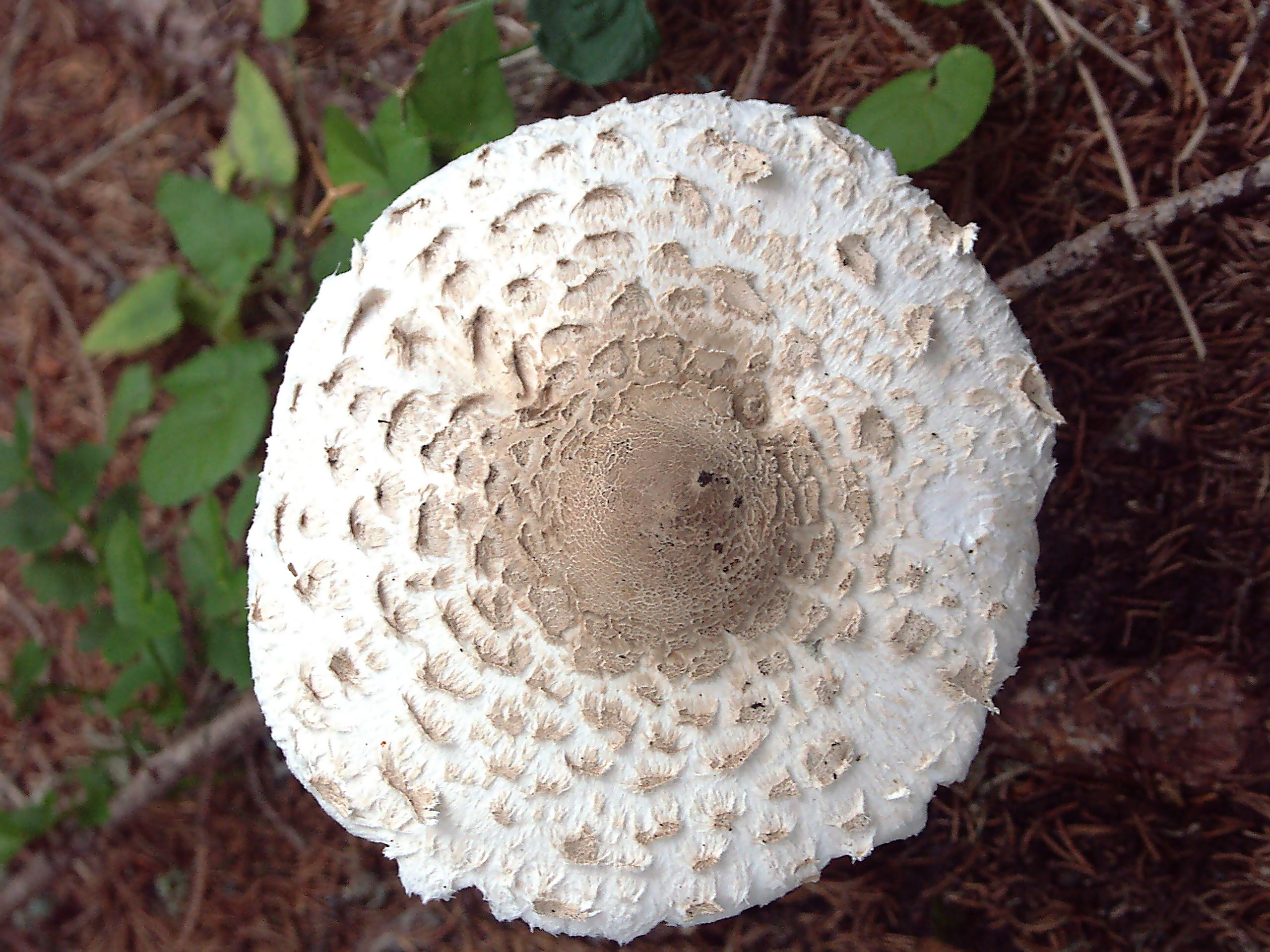